# Englische Universität Lefkoşa
Die Englische Universität Lefkoşa, türkisch Lefkoşa İngiliz Üniversitesi (LİÜ), ist eine 2014 gegründete Universität in Kyrenia (Girne) in der Türkischen Republik Nordzypern.
Die Universität gehört der Özok Companies Group. Der Rektor der Universität ist Hasan Ali Bıçak.

## Organisation, Bildung und Forschung
Die Bildung in der Universität ist nach dem britischen Bildungssystem modelliert, mit schweren Englischkursen im ersten Jahr, parallel zum Grundsystem in Großbritannien. Die Universität hat seit 2015 fünf Fakultäten, die verschiedenen Studiengänge anbieten. Diese sind folgende:
- Fakultät für Ingenieurwissenschaften
  - Elektrotechnik und Elektronik
  - Mechatronik
  - Computer und Software
- Fakultät für Wirtschafts-, Verwaltungs- und Sozialwissenschaften
  - Geschäftsverwaltung (auf English)
  - Geschäftsverwaltung (auf Türkisch)
  - Zivilluftfahrt (auf English)
  - Tourismus und Hotelmanagement
- Fakultät für Bildungswissenschaften
  - Psychologische Beratung und Orientierung
  - Besondere Bildung
- Fakultät für Rechtswissenschaften (auf Türkisch)
- Fakultät für Gesundheitswissenschaften
  - Pflege
  - Physiotherapie und Rehabilitation

## Campus
Der Campus befindet sich in der Nähe der Stadt Kyrenia (Girne), in der Ortschaft Ozanköy und besteht aus zwei Gebäuden und einem Pool. Ein Campus wird in Nord-Nikosia gebaut und die Universität wird in der Zukunft dorthin umziehen. Die Universität ist Heimat für verschiedene Studentenclubs und Aktivitäten, wie Tanz, Fotografie, Theater, Schwimmen und Model United Nations.
In ihrem ersten Ausbildungsjahr 2014–15 hatte die Universität 377 Studenten.